# Columbia (Dakota del Sud)
Columbia és una població dels Estats Units a l'estat de Dakota del Sud. Segons el cens del 2017 tenia 141 habitants.

## Demografia
Segons el cens del 2000, Columbia tenia 140 habitants, 65 habitatges, i 39 famílies. La densitat de població era de 34,2 habitants per km².
Dels 65 habitatges en un 26,2% hi vivien nens de menys de 18 anys, en un 50,8% hi vivien parelles casades, en un 7,7% dones solteres, i en un 38,5% no eren unitats familiars. En el 36,9% dels habitatges hi vivien persones soles el 16,9% de les quals corresponia a persones de 65 anys o més que vivien soles. El nombre mitjà de persones vivint en cada habitatge era de 2,15 i el nombre mitjà de persones que vivien en cada família era de 2,8.
Per edats la població es repartia de la següent manera: un 22,1% tenia menys de 18 anys, un 7,9% entre 18 i 24, un 27,1% entre 25 i 44, un 25% de 45 a 60 i un 17,9% 65 anys o més.
L'edat mediana era de 41 anys. Per cada 100 dones de 18 o més anys hi havia 91,2 homes.
La renda mediana per habitatge era de 23.125 $ i la renda mediana per família de 27.813 $. Els homes tenien una renda mediana de 30.000 $ mentre que les dones 21.000 $. La renda per capita de la població era de 17.967 $. Entorn del 10,6% de les famílies i el 13,1% de la població estaven per davall del llindar de pobresa.

## Poblacions més properes
El següent diagrama mostra les poblacions més properes.